# Caligo memnon
A Caligo memnon a rovarok (Insecta) osztályának lepkék (Lepidoptera) rendjébe, ezen belül a tarkalepkefélék (Nymphalidae) családjába tartozó faj.

## Rendszertani eltérés
Egyes kutatók a Caligo telamonius (C. & R. Felder, 1862) alfajának tekintik.

## Előfordulása
A Caligo memnon előfordulási területe Mexikótól az Amazonas-medencéig tart. Az esőerdőket és a másodlagos erdőket (újranőtt erdők, melyeket korábban leégettek vagy kivágtak) választja élőhelyül.

## Megjelenése
A szárnyfesztávolsága általában 115–130 milliméter között van, de a 150 millimétert is elérheti. Szárnyainak felső fele szürkéskék néhány kisebb, sárga csíkkal. A szárnyak alsó része szürke, barna és sárga mintázatú; a hátsó szárnyakon nagy szemfoltok láthatók.

## Életmódja
A hernyó rákollóvirágokkal (Heliconia) és banánfajokkal (Musa) táplálkozik. A termesztett banán (Musa x paradisiaca) egyik kártevőjének számít. Az imágó a rothadó gyümölcsök levét fogyasztja.

## Képek

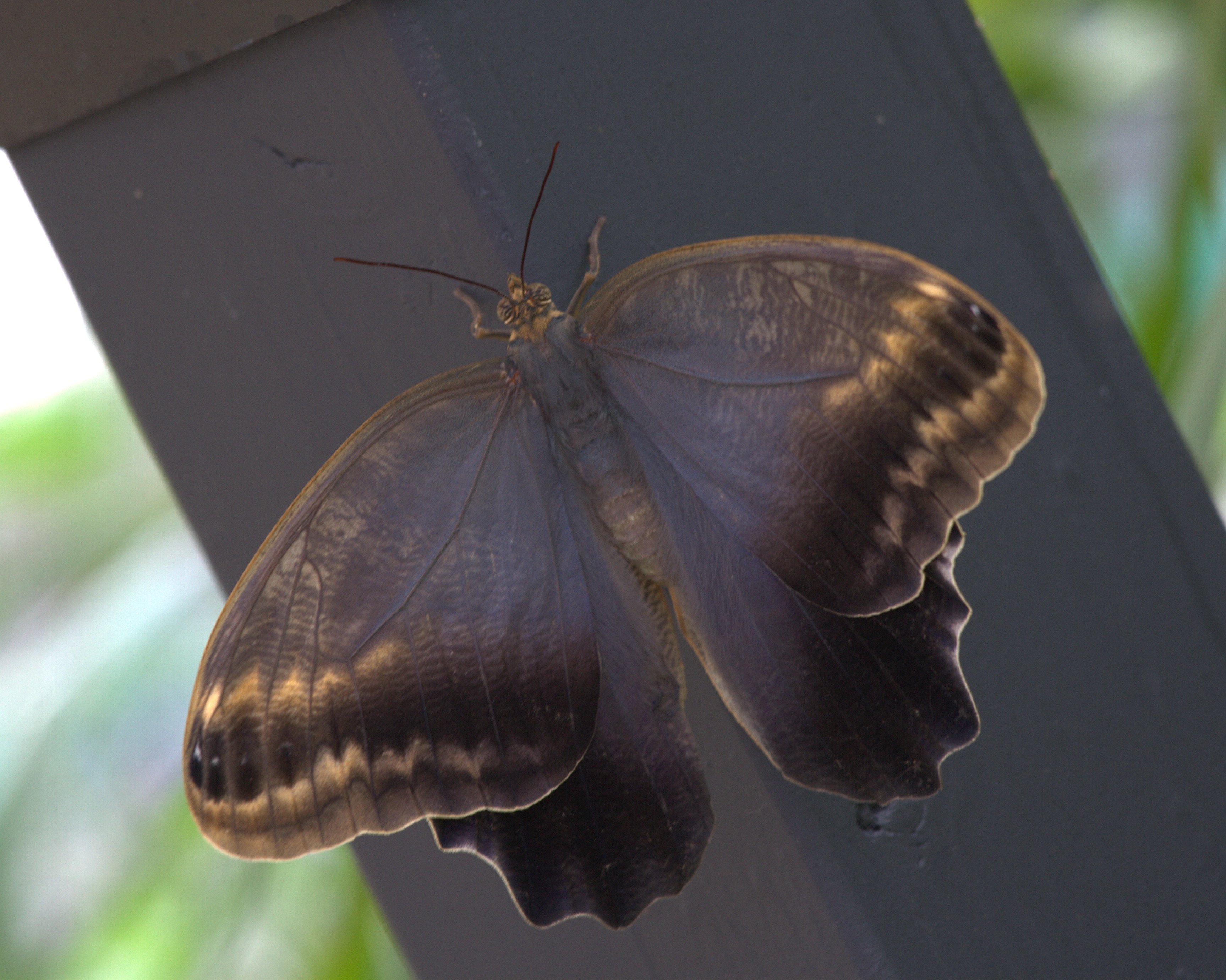
Felülről,
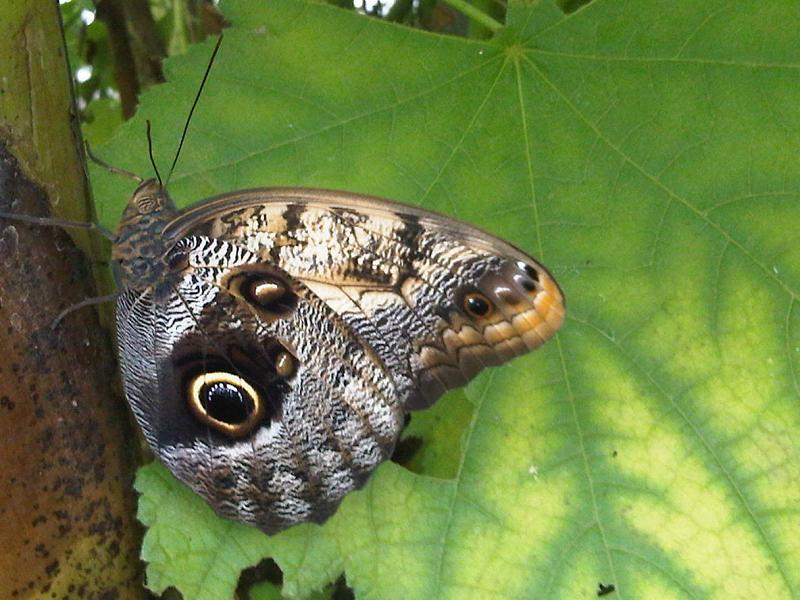
alulról és
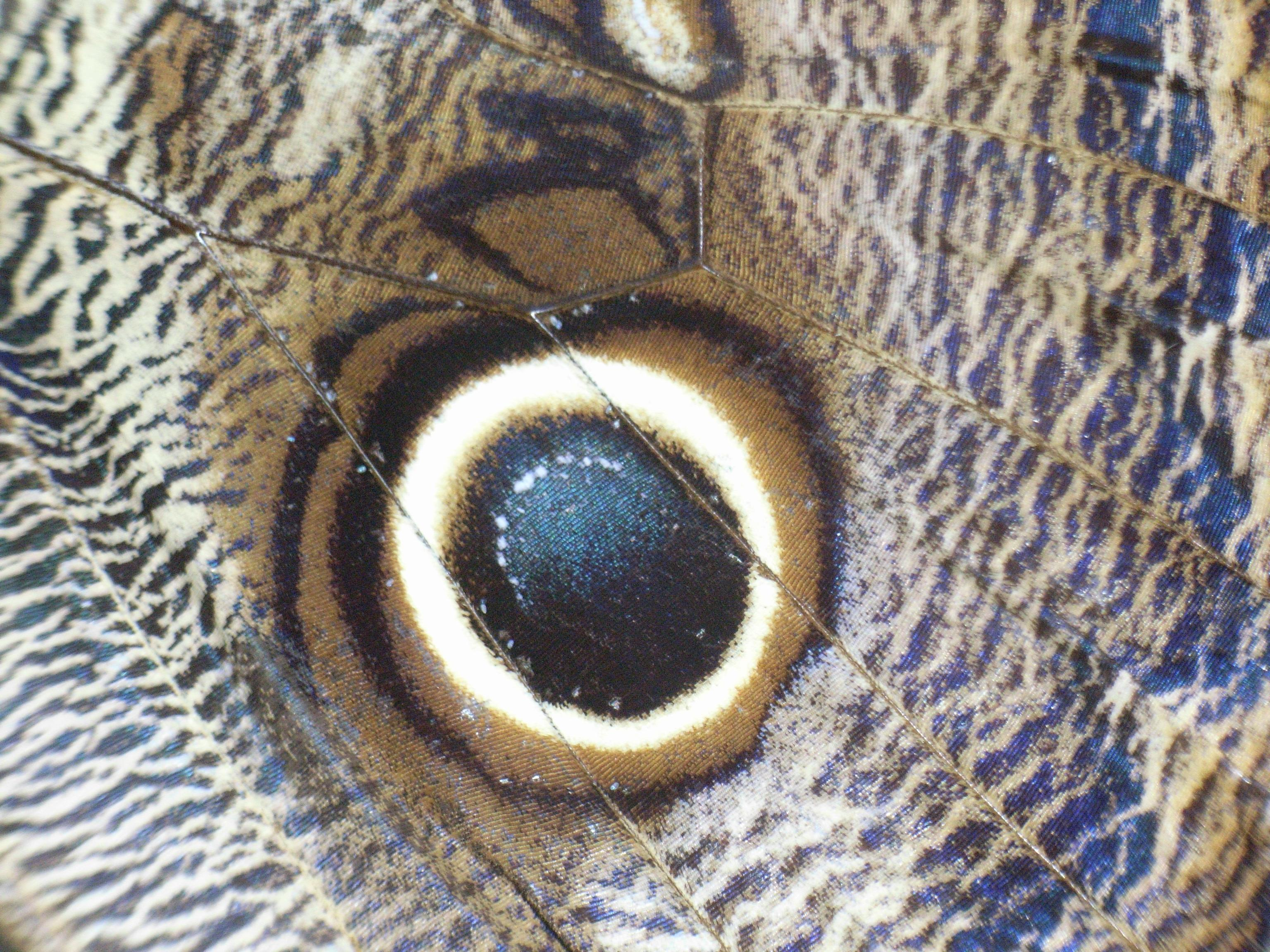
a nagy szemfoltja
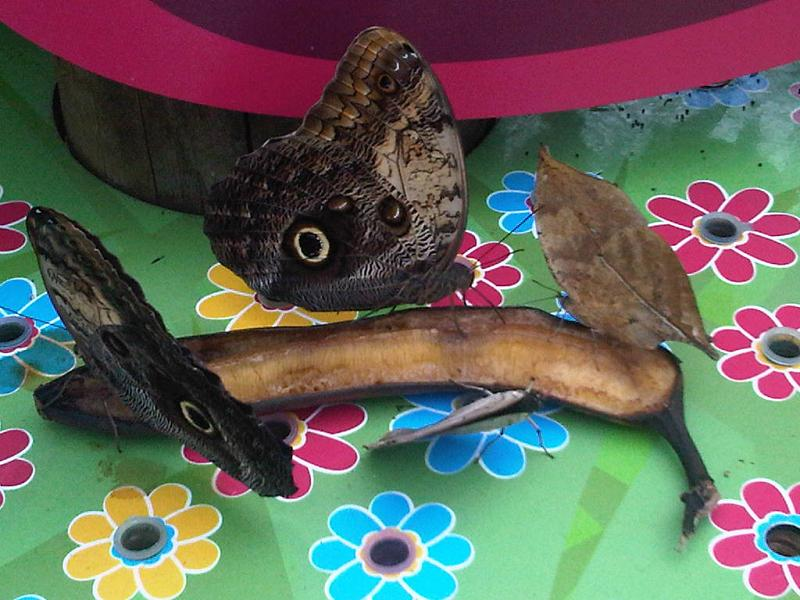
Banánból táplálkozva
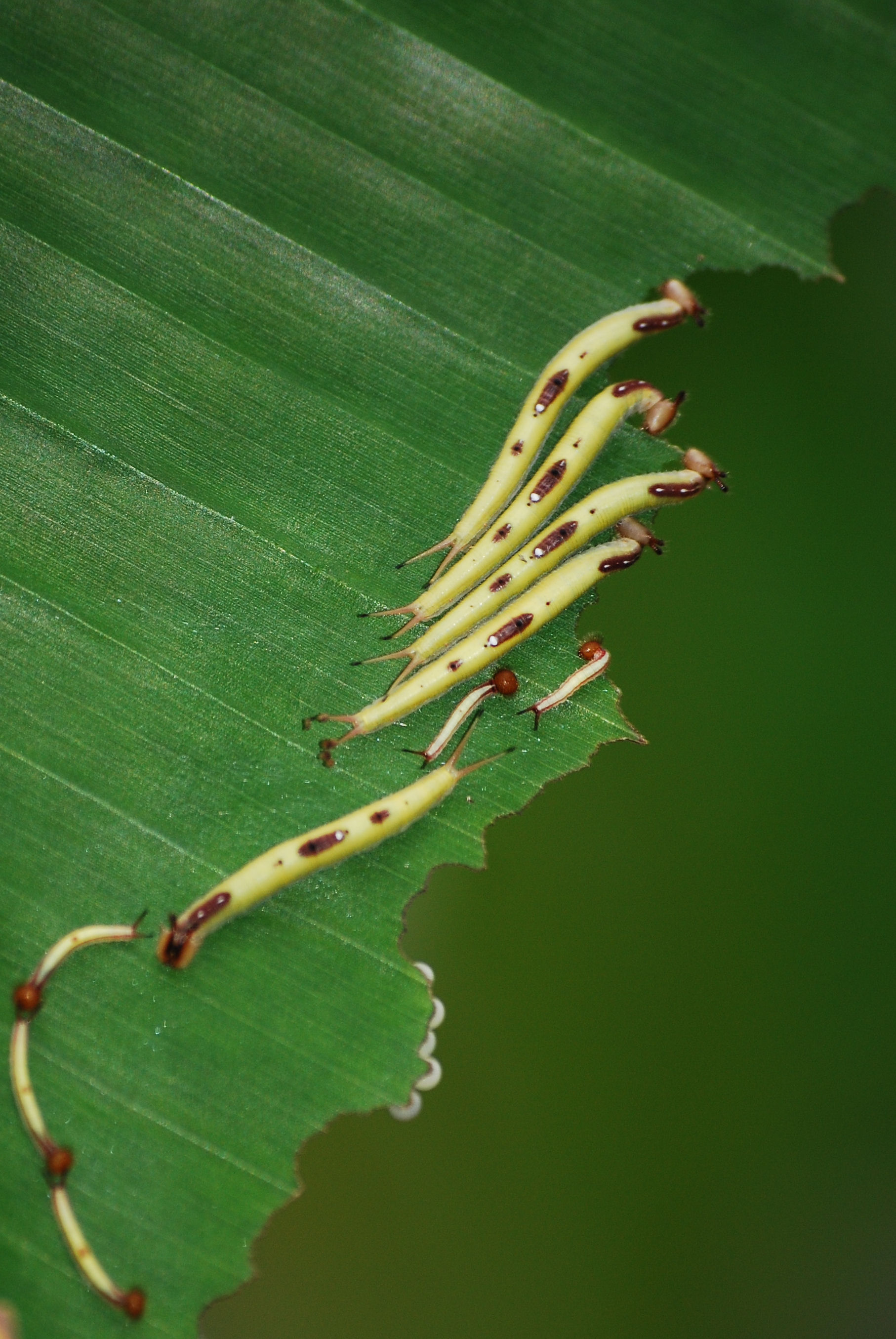
A hernyói
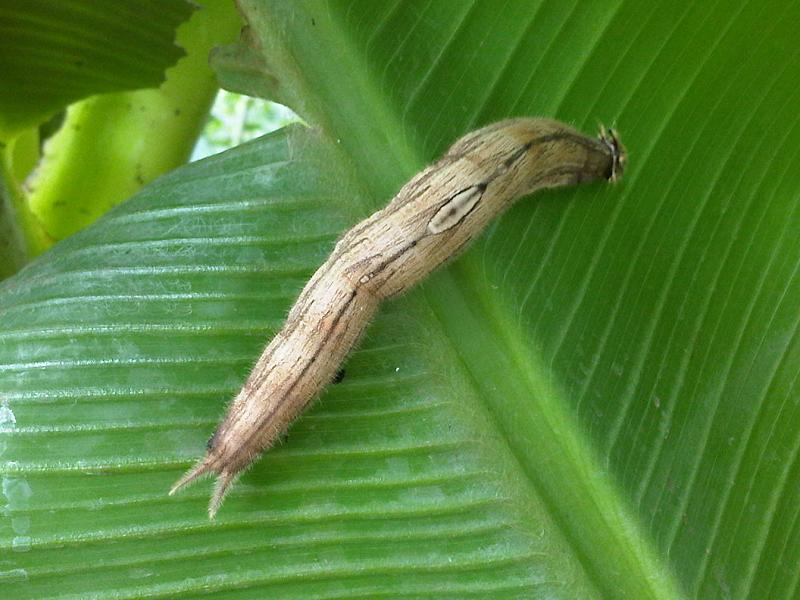

## Fordítás
- Ez a szócikk részben vagy egészben  a   Caligo memnon című angol Wikipédia-szócikk ezen változatának fordításán alapul.  Az eredeti cikk szerkesztőit annak laptörténete sorolja fel. Ez a jelzés csupán a megfogalmazás eredetét és a szerzői jogokat jelzi, nem szolgál a cikkben szereplő információk forrásmegjelöléseként.